# Ігнатьєв Владислав В'ячеславович
Владисла́в В'ячесла́вович Ігна́тьєв (рос. Владислав Вячеславович Игнатьев, нар. 20 січня 1987, Брежнєв) — російський футболіст, півзахисник клубу «Рубін».

## Клубна кар'єра

### Початок кар'єри

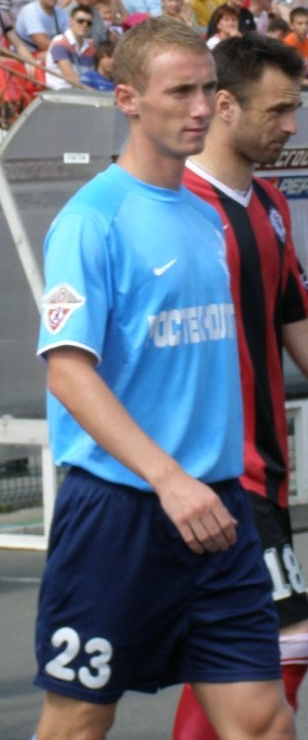
У складі «Крил Рад»

Народився 20 січня 1987 року в місті Брежнєв, нині — Набережні Човни, Республіка Татарстан. Футболом почав займатися в 7 років за пропозицією друга, якого в підсумку з команди відрахували. На дитячому рівні грав практично на всіх позиціях, в тому числі і центрального захисника, проте найбільше Владиславу подобалася позиція нападника.
Вихованець футбольної школи клубу «Нафтохімік» (Нижньокамськ). Дорослу футбольну кар'єру розпочав 2004 року в основній команді того ж клубу, в якій провів два сезони, взявши участь у 39 матчах чемпіонату, вилетівши з командою з другого до третього за рівнем дивізіону Росії.
У 2006—2008 роках грав у другому за рівнем дивізіоні в «КАМАЗі» з рідного міста Набережні Челни, а на початку 2009 року перейшов у самарські «Крила Рад». 10 квітня в 4-му турі Прем'єр-ліги Росії провів перший матч у вищому російському дивізіоні, вийшовши на заміну у другому таймі в матчі проти «Хімок». У цій грі Ігнатьєв зробив гольову передачу на Тимофія Калачова, з якою був забитий третій гол. Гра, що проходила на домашньому стадіоні, закінчилася перемогою «Крил» — 3:0.
Провівши рік в Самарі, Ігнатьєв відмовився залишатися в «Крилах Рад», незважаючи на пропозицію продовжити співробітництво на покращених умовах, оскільки довго не отримував зарплату і хотів грати у більш стабільній команді. У грудні Ігнатьєв вирішив домогтися розірвання контракту з «Крилами Рад». 14 грудня Палата з вирішення суперечок РФС задовольнила його заяву і дозволила перехід футболіста в будь-який інший клуб.

### «Локомотив»
25 грудня того ж року Ігнатьєв підписав п'ятирічний контракт з московським «Локомотивом», керівництво якого вже протягом року придивлялося до нього. До цього, крім «залізничників», на гравця претендували «Зеніт», «Рубін» та «Москва». Півзахисник був дуже радий опинитися в «Локомотиві», сказавши в інтерв'ю, що мріяв грати за цю команду з дитинства і навіть відхилив більш економічно вигідну пропозицію «Зеніту», не виключивши, однак, що міг би перейти в ЦСКА до Леоніда Слуцького, якщо б був запрошений армійцями. У новій команді взяв ігровий номер «18», пояснивши вибір наступним чином: «Коли ми обговорювали це питання з друзями, то вирішили так: 1 — це означає перший, а вісімка — символ нескінченності. Виходить завжди перший».

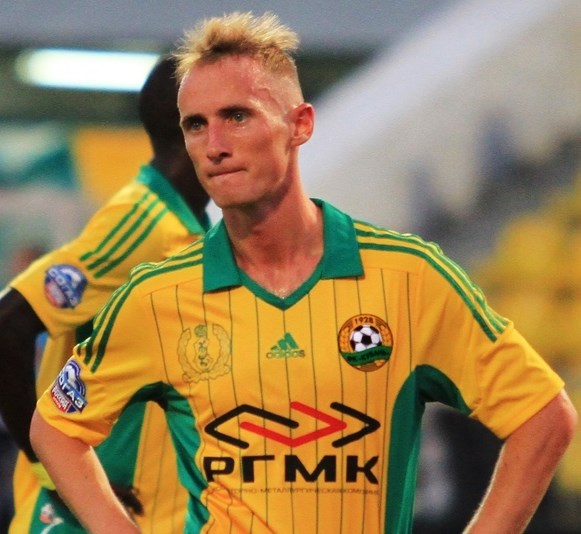
Ігнатьєв у складі «Кубані»

Ігнатьєв вважав, що виступатиме за «Локомотив» як фланговий півзахисник, і розраховував потрапити в збірну Росії, визнаючи, втім, що йому необхідно прогресувати.

### Оренда до «Кубані»
Втім пропустивши початок сезону через травму, Ігнатьєв так і не зміг пробитися до основного складу «Локомотива», виступаючи за молодіжний. Така ситуація, за словами гравця, «пригнічувала» його, і 28 серпня 2010 року офіційний сайт «Локомотива» повідомив, що Владислав на правах оренди з правом викупу до кінця сезону перейшов в «Кубань». В інтерв'ю «Спорт-Експресу» Владислав підкреслив, що ставлення головного тренера «Локомотива» Юрія Сьоміна йому «лестило», але він вдячний президенту «Локомотива» Ользі Смородській, яка «зуміла зрозуміти» і вирішила відпустити його в Краснодар. Гравець сказав, що більше не міг сидіти в запасі «Локомотива» і в результаті пішов на значне зниження зарплати заради можливості знову виходити на поле. На Кубані ж йому «подобається все — клімат, команда, головний тренер, ставлення до футболу жителів краю». Зі свого боку, Сьомін публічно висловив невдоволення відходом Владислава, сказавши, що розраховував на нього і дізнався про його уход вже 29 серпня.
Отримавши номер 87, дебютував у складі «Кубані» 3 вересня в виїзному матчі 28-го туру другого за рівнем дивізіону країни проти одного зі своїх колишніх клубів — «КАМАЗу». «Кубань» виграла — 2:1. Зустріч примітна тим, що переможний гол у ній забив воротар «Кубані» Олександр Будаков. У третьому матчі за «Кубань», коли вона приймала на своєму полі «Урал», Ігнатьєв вийшов на заміну на 80-й хвилині і за час, що залишився, встиг віддати свою першу гольову передачу у складі краснодарського клубу — на нападника Сергія Давидова, який забив другий і третій голи «Кубані» в цьому матчі. У підсумку «Кубань» перемогла — 3:0.
14 жовтня на першій доданій хвилині першого тайму матчу 35-го туру першості проти клубу «Краснодар» Ігнатьєв забив свій перший гол за «Кубань». Цей м'яч у підсумку став єдиним у грі і, тим самим, приніс «Кубані» перемогу в дербі. Сам Ігнатьєв присвятив цей гол рідним і близьким, а також людям, які допомогли відбутися його переходу в клуб. Після гри він зізнався, що в його житті до цієї зустрічі не було матчів такого напруження, і він докладе всі зусилля, щоб грати ще краще, оскільки йому є кому і що доводити. За результатами опитування уболівальників «Кубані» Ігнатьєв був визнаний найкращим гравцем команди в жовтні. Всього в тому сезоні провів за клуб 13 матчів, забив один гол і став разом з командою переможцем Першого дивізіону. 6 грудня з'явилося повідомлення про те, що Ігнатьєв покинув клуб через завершення терміну оренди, однак керівництво команди веде непрості переговори про продовження трудових відносин. При цьому 9 грудня в заяві прес-служби «Локомотива» було оголошено, що керівництвом клубу прийнято рішення відмовити «Кубані» викуп трансферу Владислава Ігнатьєва.

### Повернення в «Локомотив»
Після повернення з оренди Ігнатьєв почав підготовку до нового сезону у складі «Локомотива». Після старту першості забив три м'ячі, по одному у ворота «Ростова», «Краснодара» і «Томі». Ще один м'яч забив у Кубку Росії, вразивши ворота «Єнісея». Після матчу проти ЦСКА, що відбувся 6 листопада, змушений був протягом кількох днів відновлюватися через отриманий струс головного мозку та гематому вушної раковини. Після відновлення знову став стабільним гравцем основи. Загалом провів за сезон 36 матчів у чемпіонаті, забивши 4 голи.

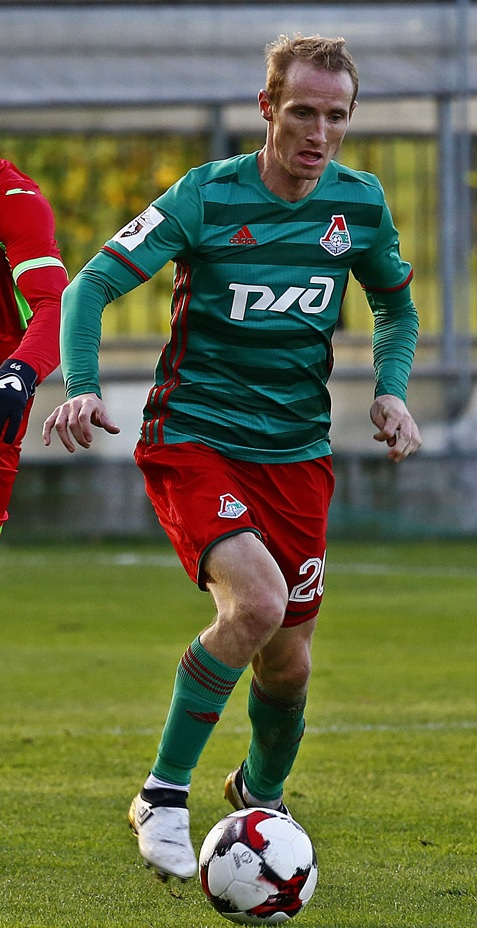
Владислав Ігнатьєв у «Локомотиві». 2018 рік.

### «Краснодар» та «Кубань»
29 травня 2012 року перейшов у футбольний клуб «Краснодар», де теж провів лише один сезон і 28 травня 2013 року було повідомлено, що досягнута домовленість про перехід Ігнатьєва в «Кубань», за яку він вже виступав раніше на правах оренди. У новій команді теж був основним гравцем, але у грудні 2015 року розірвав контракт через борги по зарплаті.

### Третій прихід у «Локомотив»
10 лютого 2016 року знову став гравцем «Локомотива». З командою у 2017 році виграв Кубок Росії, а у наступному сезоні став чемпіоном країни. 

### «Рубін»
30 червня 2021 року перейшов до казанського «Рубіна», підписавши контракт на один рік.

## Виступи за збірну
14 листопада 2015 року дебютував в офіційних іграх у складі національної збірної Росії в товариському матчі проти збірної Португалії, замінивши на 77 хвилині Павла Мамаєва.
11 травня 2018 року він був включений до розширеного складу збірної на домашній чемпіонат світу 2018 року, втім не був включений у фінальну заявку на турнір.
| Дата       | Місто           | Господарі | Результат | Гості      | Турнір                               | Голи | Примітки |
| ---------- | --------------- | --------- | --------- | ---------- | ------------------------------------ | ---- | -------- |
| 14-11-2015 | Краснодар       | Росія     | 1 – 0     | Португалія | товариський матч                     | -    | 77'      |
| 16-11-2015 | Ростов-на-Дону  | Росія     | 1 – 3     | Хорватія   | товариський матч                     | -    | 65'      |
| 14-11-2017 | Санкт-Петербург | Росія     | 3 – 3     | Іспанія    | товариський матч                     | -    | 87'      |
| 20-11-2018 | Стокгольм       | Швеція    | 2 – 0     | Росія      | Ліга націй УЄФА 2018-2019 - 1-й етап | -    |          |
| Усього     |                 | Матчів    | 4         |            | Голів                                | 0    |          |

## Титули і досягнення
- Чемпіон Росії (1):

«Локомотив» (Москва): 2017-18
- Володар Кубка Росії (3):

«Локомотив» (Москва): 2016-17, 2018-19, 2020-21
- Володар Суперкубка Росії (1):

«Локомотив» (Москва): 2019

## Особисте життя
У сім'ї Владислава Ігнатьєва займався спортом батько, який брав участь в лижних перегонах на аматорському рівні. Владислав з дитинства вболіває за «Манчестер Юнайтед» і за рідний «КАМАЗ», крім того, цікавиться хокеєм, переживаючи за «Ак Барс» та «Вашингтон Кепіталз». Вільний час воліє проводити за переглядом кіно, грою в боулінг. З музики слухає R'n'b. Своїм кумиром у футболі вважає Андрія Тихонова.